# Isengard

De toren Orthanc centraal in Isengard.

Isengard (Sindarijns: Angrenost) is een plaats uit de boeken van J.R.R. Tolkien, met name in In de Ban van de Ring. De plaats is gelegen tussen de zuidelijkste uitlopers van de Nevelbergen. De buitenring van het fort bestaat uit een cirkelvormige omwalling. Alles hierbinnen werd de Kring van Isengard genoemd. Midden in de Kring staat de Orthanc, een zwarte toren die gebouwd was in de Tweede Era door Númenoreanen. In de toren werd een Palantír bewaard, een van de zeven kijkstenen uit Númenor.

## Geschiedenis
Isengard was erg strategisch gelegen. Samen met de vesting van Helmsdiepte in het zuiden bewaakte het de westelijke grens van de provincie Calenardhon van Gondor. Beide vestingen werden bewaakt door garnizoenen van Gondor, die er met hun gezinnen woonden. Door de eeuwen heen vermengden zij zich met de Donkerlanders die in de omgeving woonden; voor de komst van de Rohirrim zowel in het oosten als in het westen.
Nadat Gondor het omliggende gebied aan de Rohirrim geschonken had, bleef Isengard in handen van Gondor. Lange tijd bleef de vesting in handen van een eigen kapitein, maar de contacten van de exclave met het verre Osgiliath - en later Minas Tirith - werden steeds zwakker. Toen de vesting daarom in handen van de vijandelijke Donkerlanders dreigde te vallen, nam, met toestemming van de Gondoriaanse stadhouder Beren, de tovenaar Saruman de Witte het gezag over de vesting, inclusief Orthanc op zich. De kring van Isengard werd daarom ook Nan Curunír (Nederlands: Vallei van Saruman) genoemd. Saruman probeerde de Palantír te gebruiken maar werd uiteindelijk door Sauron tot het Kwaad verleid. Saruman maakte in navolging van de Toren van Barad-dûr, het hart van Saurons rijk, van de toren het hart van zijn eigen kwaadaardige rijk. Overal binnen de kring werden mijnen en smederijen opgezet, en ook fokte Saruman zijn eigen Orks, waaronder Uruk-hai. Een strijdmacht van tienduizenden Orks en Donkerlanders werd opgezet om Rohan vanuit het westen aan te vallen. Isengard werd tijdelijk de gevangenis van Gandalf de Grijze, toen deze bij Saruman, het hoofd van zijn Orde, om hulp kwam vragen. 
Orthanc had het woud van Fangorn als oosterbuur en Saruman dacht dat de daar wonende Enten geen bedreiging waren. Sterker nog, hij stuurde Orks eropuit om de bomen van Fangorn te kappen voor zijn bouwwerken en voor brandhout. Toen de Enten de vernielingen aanschouwden ontstaken ze in grote woede en vielen Isengard aan, net toen de hoofdmacht van Saruman in Rohan was. De muren, de Kring van Isengard, werd uiteindelijk door hen verwoest. Saruman sloot zichzelf op in de Orthanc, die de Enten niet konden binnendringen (de Toren was namelijk door de Numenoranen uitgehouwen uit keiharde zwarte steen toen ze op het toppunt van hun kunnen waren), en bleef hier feitelijk als gevangene tot hem uiteindelijk werd toegestaan te vertrekken.
"Boomgaard van Orthanc" is de naam die de Enten uit het Fangornwoud aan de vroegere vallei van Isengard gaven, nadat het gebied opnieuw bebost was na de overwinning van de Oorlog om de Ring en de uitstoting van de Tovenaar Saruman. De oude muren van de Kring van Isengard waren natuurlijk door de Enten verwoest, maar in plaats van ze te herbouwen, moedigden zij vele wilde en tot dan toe dakloze bomen aan daar te komen wonen. Isengard hield op als fort te bestaan, maar de Toren van Orthanc, die onneembaar was, zelfs voor de Enten, bleef waar hij stond en keerde terug onder de heerschappij van Gondor. Aragorn gaf toestemming aan de Enten om zich in de Boomgaard te handhaven.